# 13718 Велкер
13718 Велкер (13718 Welcker) — астероїд головного поясу, відкритий 17 серпня 1998 року.
Тіссеранів параметр щодо Юпітера — 3,649.